# Tsering Dhondup
Pour les articles homonymes, voir Tsering Döndrub (homonymie).
Tsering Dhondup, aussi appelé Tsering Dhundup Yangdhar, est né en 1960 au cours de la fuite en exil de ses parents qui ont quitté le Tibet après soulèvement tibétain de 1959.
Il a fréquenté l'école à la Tibetan Homes Foundation et de l'École centrale pour les Tibétains de Mussoorie en 1981.
Il a obtenu un baccalauréat en commerce à l'université du Panjab, Chandigarh, en 1983. Pendant cette période, il a été président de Mouvement pour la liberté du Tibet à Chandigarh.
Il a rejoint et a travaillé pour l'Administration centrale tibétaine en décembre 1984. Il a obtenu un diplôme de maîtrise en commerce à l'université d'Himachal Pradesh en 1993. À l'automne 1993, avec une bourse Fulbright, il a étudié la gestion d'entreprise pour une année à l'Université du Montana, aux États-Unis.
Il revint en Inde en octobre 1994 où il a continué à travailler pour l'Administration centrale tibétaine. Il a été secrétaire du ministère de l'Éducation en 2000, et le ministère de l'Intérieur en 2002, jusqu'en octobre 2007, lorsque sa nomination en tant que ministre a été approuvée par le 14e Parlement tibétain en exil.
De 2007 à 2011, il était ministre des Finances dans le 13e Kashag, dirigé par le Premier ministre Samdhong Rinpoché.
Il a été réélu en tant que ministre des Finances dans le 14e Kashag, dirigé par le Premier ministre Lobsang Sangay.